# محمية سورينام الطبيعية المركزية
محمية سورينام الطبيعية المركزية تأسست عام 1998 من قبل المحمية الدولية و الحكومة السورينامية، صنفت ضمن مواقع التراث العالمي من قبل اليونسكو عام 2000 بفضل التنوع الاٍيكولوجي لغاباتها المطيرة البكر، تحتوي على 16.000 كم2 من الجبال والغابات الاٍستوائية التي تضم بعض مرتفعات غيانا.

## وصلات خارجية
- موقع اليونسكو: محمية سورينام الطبيعية المركزية
- موقع المحمية الدولية: محمية سورينام الطبيعية المركزية نسخة محفوظة 2 أكتوبر 2011 على موقع واي باك مشين.
- موقع ستينازي: محمية سورينام الطبيعية المركزية